# Kurripakos
Els kurripakos (també coneguts com baniwá, ñamepaco o wakuenaí) són un poble indígena que habita a les conques dels rius Isana, Atabapo i Guainía, així com del baix Inírida i l'alt Orinoco en el departament colombià de Guainía, entre el riu Guaviare i l'Orinoco en el departament de Vichada; a l'estat Amazones (Veneçuela); a l'Ayarí i São Gabriel da Cachoeira, estat de l'Amazones (Brasil). La majoria parlen el kurripako, una de les Llengües arawak de l'Alt Amazones

## Economia
La seva economia articula la agricultura, pesca, caça i la recol·lecció de productes silvestres. Les chagras (iarokiti) tenen 100 a 200 m² oberts mitjançant tomba i crema. Allí se sembra iuca (kiinaki), de la qual coneixen 50 varietats, i a més blat de moro, chontaduro, moniato, chonque, nyam, ají, bananer, pinya, lulo, papaia, canya de sucre, achiote i herriwai (per a obtenir fibra).
La pesca és una font important de proteïnes a l'estiu i es realitza en els rius (onimakapeki), canelles (oripau) i llacunes (kalita). Cacen cérvols, dantas, pecarís, capibaras, agutís, babillas i diverses ocells i a més, capturen armadillos i tortugues i recol·lecten gambetes i granotas.
La artesania és una activitat que genera ingressos en el mercat. Fabriquen canastres de "bijao", budares i raigs per a la venda. També recol·lecten en el bosc fibra de "chiquichiqui" (Leopoldinia piassaba), per a fabricar escombres i vendre-la a comerciants intermediaris.

## Organització social
Encara que en adoptar el cristianisme la majoria han abandonat les seves creences i pràctiques rituals tradicionals, han mantingut intacta la seva organització en sis fratrias, cadascuna integrada per clans i segments patrilineals exógamos. Conserven les seves regles matrimonials i de parentiu, així com han mantingut els seus coneixements sobre la selva, els rius i els astres, així com la memòria de relats tradicionals.
L'organització de la majoria de les comunitats segueix un patró propiciat pels missioners evangèlics, en detriment de l'organització indígena original. Aquest pastor és generalment considerat el "capità", exercint autoritat pròpia autònoma. Els habitatges unifamiliars envolten una plaça rectangular on hi ha un saló comunal per a assemblees i conferències i ocasionalment una capella. Encara que cada família pot menjar en la seva llar, el "capità" organitza sovint menjars comunals en les quals tots aporten i participen.
Cada clan posseeix un territori propi, en el qual s'estableixen diferents comunitats, que els seus integrants busquen esposa en altres clans o entre els veïns Cubeo, Puinave o Piapoko.